# Нанси (округ)
Нанси́ (фр. Nancy) — округ (фр. Arrondissement) во Франции, один из округов в регионе Лотарингия. Департамент округа — Мёрт и Мозель. Супрефектура — Нанси.
Население округа на 2006 год составляло 418 352 человек. Плотность населения составляет 277 чел./км². Площадь округа составляет всего 1509 км².

## Кантоны округа
В округ Нанси входят 20 кантонов:
- Дьелуар
- Аруэ
- Жарвиль-ла-Мальгранж
- Лаксу
- Мальзевиль
- Нанси-Эст
- Нанси-Нор
- Нанси-Уэст
- Нанси-Сюд
- Нёв-Мезон
- Номени
- Помпе
- Понт-а-Муссон
- Сен-Макс
- Сен-Николя-де-Пор
- Сешам
- Томблен
- Вандёвр-ле-Нанси-Эст
- Вандёвр-ле-Нанси-Уэст
- Везелиз